# Acesso à justiça
O acesso à justiça é um princípio básico do Estado de Direito que descreve como os cidadãos têm igual acesso aos sistemas jurídicos em seu contexto. A maioria dos Estados tem iniciativas e programas concebidos para prestar serviços jurídicos a populações que, de outra forma, podem ter dificuldade em obter aconselhamento e representação jurídica. Sem acesso à justiça, as pessoas não são capazes de exercer plenamente seus direitos, desafiar a discriminação ou responsabilizar os tomadores de decisão por suas ações.
A maneira pela qual as nações ajudam seus cidadãos a ter acesso à justiça varia. O acesso à justiça pode ser aumentado por meio de organizações de assistência jurídica devidamente financiadas e com funcionários que prestam serviços jurídicos gratuitos aos pobres, e por meio de programas pro bono por meio dos quais advogados voluntários prestam serviços e representação em tribunais, ou por meio de outros programas elaborados para ajudar as pessoas a obter recursos legais por meio de tribunais ou outras instituições de justiça.

## O acesso à justiça no Brasil
A Constituição brasileira de 1988 instituiu no Brasil as defensorias públicas com a missão de democratizar o acesso a orientação jurídica e defender os direitos individuais e coletivos dos mais necessitados. Os requisitos socioeconômicos para o acesso à justiça gratuita por essa instituição variam entre cada defensoria.
A Ordem dos Advogados do Brasil (OAB) estabelece condições para a prestação de serviços jurídicos de maneira pro bono, isto é, um trabalho não-remunerado. Conforme estabelecido pelo Código de Ética e Disciplina da OAB, serviços pró-bono podem ser oferecidos àqueles que não puderam ser contemplados pela Defensoria Pública, pessoas que não tenham condições financeiras de contratar advogados e instituições sem fins lucrativos.
E essas medidas de acesso à justiça, que não são sinônimas de acesso ao Poder Judiciário, uma das facetas do acesso à justiça, passam a encontrar espaço na seara criminal, conforme alerta o professor Contelli na obra Acesso à Justiça Criminal: acesso à justiça criminal não significa tão somente acesso ao Poder Judiciário, mas sim a toda forma de solução justa para o conflito em análise, ainda que extrajudicial, porque nas relações endoprocessuais as partes podem não encontrar a prestação jurisdicional adequada e portadora de segurança jurídica. 